# Рагуль
Рагу́ль (также рогу́ль; укр. рагуль или ро́гуль) — жаргонный термин, использующийся городскими жителями Украины для обозначения сельчанина, не усвоившего городские обычаи и культуру («нормальный горожанин… не пойдёт петь народные песни к памятнику Шевченко среди белого дня»). 
«Словарь русских народных говоров» фиксирует слово в брянском говоре русского языка начиная с 1935 года, с правописанием через «о», как ругательство в адрес грубого деревенского человека. Ментальность такого глупого, малообразованного человека называется рагулизмом. Жаргонизм «рагульство» обозначает глупость, абсурд.
Будучи чисто галицким по происхождению, слово получило широкое распространение в 1960-е годы, хотя его употребление прослеживается ко временам Австрийской империи. В. Окаринский вслед за Ю. Винничуком объясняет этимологию термина, исходя из пол. rogatka, в XIX веке обозначавшего шлагбаум при въезде во Львов (то есть рогули — те, кто живут за рогаткой и собираются у неё для входа в город). А. И. Грищенко считает происхождение слова «тёмным».
По утверждению В. Окаринского, прозвище не слишком связано с межнациональными отношениями; авторы эпатажной «Энциклопедии нашего украиноведения» считают «рагуля» грубым синонимом слова «бык» (тот, кто «быкует»). Слово является украинизмом в русскоязычных текстах на территории Украины.
Рагулизм является проблемой для сохранения городского историко-культурного наследия, так как ве́рхом совершенства для рагуля является китч.

## Жаргонизм
В начале XXI века слово получило широкое распространение в интернетном жаргоне как оскорбительное прозвище западных украинцев, стало дисфемизмом для «любителей поскакать на майдане». При этом образовались новые дериваты, от безобидной «рагульки» (женщины-рагуля) до содержащего сему гомосексуализма слова «пидорагуль».